# Теолес (Джалал-Абадская область)
Теолес (кирг. Төөлөс) — село в Сузакском районе Джалал-Абадской области Кыргызстана. Входит в состав Барпынского айылного аймака.

## География
Село расположено в юго-восточной части области, на правом берегу реки Чангет, на расстоянии приблизительно 12 километров (по прямой) к востоку от села Сузак, административного центра района. Абсолютная высота — 784 метра над уровнем моря.

## Население
Согласно оценочным данным Национального статистического комитета Кыргызской Республики, численность населения села на начало 2023 года составляла 1105 человек.
| год     | 2009 | 2014 | 2015 | 2020 | 2021 | 2023 |
| ------- | ---- | ---- | ---- | ---- | ---- | ---- |
| человек | 907  | 924  | 957  | 1052 | 1070 | 1105 |